# Donato G. Alarcón Martínez

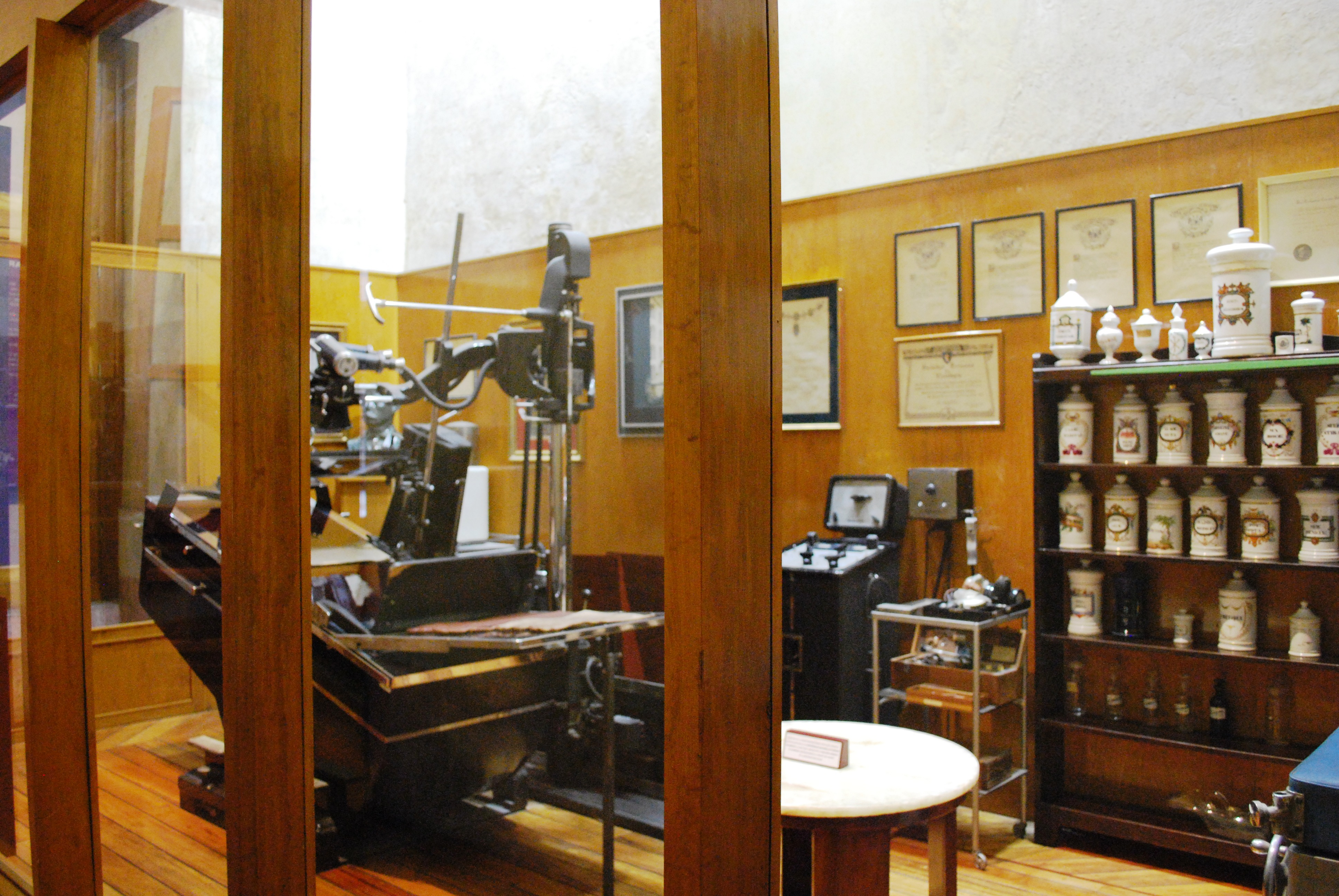
Consultorio del doctor Donato G. Alarcón en el Palacio de la Medicina

Donato Galo Alarcón Martínez (Acapulco, 16 de octubre de 1899-Ciudad de México, 6 de agosto de 1991) fue un médico mexicano, especialista en tuberculosis, fundador en 1935 del primer sanatorio para tuberculosos en México, el Sanatorio para Tuberculosos de Huipulco, ahora Instituto Nacional de Enfermedades Respiratorias.
Fue fundador y primer presidente de la Sociedad de Amigos de la Tuberculosis, que hoy se llama Sociedad Mexicana de Neumología y Cirugía de Tórax, y fundador de la revista oficial, que hoy se intitula Neumología y Cirugía de Tórax, ambas en 1939. Fue además el primer presidente del Consejo Nacional de Lucha contra la Tuberculosis en México, en 1940, institución que a través del timbre antituberculoso apoyó la construcción de otros sanatorios y la atención de pacientes con tuberculosis.

## Biografía
Donato Galo Alarcón Martínez nació el 16 de octubre de 1899 en Acapulco, estado de Guerrero. Su familia tuvo que emigrar a la Ciudad de México a raíz de la revolución Mexicana, para continuar sus estudios. Se inscribió en la Facultad de Medicina de la Universidad Nacional Autónoma de México, y se graduó en 1926, con la tesis "El diagnóstico temprano de la tuberculosis pulmonar", y demostró su temprano interés en las enfermedades pulmonares. Fue practicante de cirugía en el Hospital Juárez durante dos años; ya titulado, trabajó hasta 1932 en Tampico con enfermos tuberculosos, y llegó a ser el jefe de la sala de tuberculosos en el Hospital Civil. 
En esta ciudad, realizó un estudio sobre la mortalidad por tuberculosis, publicado en una revista local, con el que pudo concursar en 1931 por una beca de la Fundación John Simon Guggenheim, para profundizar en Estados Unidos sobre el estudio de las campañas antituberculosas y del tratamiento de la tuberculosis. Ganó la beca en 1932 por oposición, y viajó a Nueva York en julio de 1932 y luego a otras ciudades donde tuvo la oportunidad de visitar los más importantes sanatorios del momento, entre ellos el célebre sanatorio Adirondack Cottage, en Saranac Lake, Nueva York, el primer sanatorio norteamericano, fundado en 1882 por Edward Livingston Trudeau.
A su regreso a México en 1933, el doctor Alarcón Martínez se incorporó al Hospital General de México, cuyo pabellón de pacientes con tuberculosis era dirigido por el doctor Ismael Cosío Villegas. En este pabellón inició varios procedimientos de cirugía toracopulmonar, y colaboró con la enseñanza de los estudiantes de medicina.
Fue director fundador del primer sanatorio para pacientes con tuberculosis en México: el Sanatorio para Tuberculosos de Huipulco, inaugurado en diciembre de 1935, aunque comenzó a recibir pacientes el 16 de marzo de 1936. El doctor Leo Eloesser, importante cirujano de tórax quien tuvo una relación estrecha con México, colaboró como profesor visitante en el incipiente sanatorio y escribió el prólogo de su libro Surgical Extrapleural Pneumothorax.
El 15 de marzo de 1939 se fundó oficialmente la Sociedad de Estudios sobre la Tuberculosis, actualmente llamada Sociedad Mexicana de Neumología y Cirugía de Tórax, de la cual fue su primer presidente. En julio del mismo año apareció el primer número de la Revista Mexicana de Tuberculosis y Enfermedades Respiratorias, de la que fue su primer editor. En 1940 fue el primer director general del Comité Nacional de Lucha contra la Tuberculosis, encargada de recolectar fondos para el control de la tuberculosis utilizando, como en otros países, primordialmente los recursos del timbre antituberculoso.
Al terminar su gestión como director del Sanatorio de Huipulco en 1947, fue director del Hospital San Ángel contra Tuberculosos, una institución privada, cargo que desempeñó hasta 1965. Fue presidente electo de la Academia Nacional de Medicina de México durante el período 1950-1951 y director de la Facultad de Medicina de la UNAM entre 1962 y 1966. Fue editor asociado de la revista Chest y regente en México del American College of Chest Physicians.
Fueron sus hijos: Donato, Andrés y Mireya Isabel Alarcón Segovia.

## Publicaciones
- Alarcón DG. Cincuentenario de la inauguración del Sanatorio para tuberculosos de Huipulco México. Sus primeros doce años de actividad. 1986.
- Alarcón DG. La tuberculosis en el personal del sanatorio. Neum Cir Tor. 1942; 4:453-68.
- Alarcón DG. Tuberculosis among Sanatorium personnel. Dis Chest. 1946; 12.
- Alarcón DG. El tratamiento quirúrgico de la tuberculosis pulmonar: resultado de 736 casos operatorios. Neum Cir Tor. 1939; 1:61-89.
- Alarcón DG. Extrapleural Pneumothorax: prejudices and facts. Dis Chest. 1943; 9.
- Alarcon DG. Surgical Extrapleural Pneumothorax. México: Imprenta Universitaria; 1947.
- Alarcón DG. La obra del sanatorio para tuberculosos de la asistencia pública en Huipulco, D. F. Neum Cir Tor. 1940; 2:183-214.
- Alarcón DG. Las posibilidades del neumotórax extrapleural. Neum Cir Tor. 1941; 3:83-92.
- Alarcón DG. Herencia y contagio de la tuberculosis. Neumol Cir Tor 1941; 3:133-53.
- Alarcón DG. El síndrome hepato-pulmonar amibiano. Neum Cir Tor. 1942; 4:513-35.
- Alarcón DG. Lucha contra la tuberculosis. Discurso leído por el Dr. Donato G. Alarcón ante el Comité Nacional de Lucha contra la Tuberculosis. Revista Mexicana de Tuberculosis y Enfermedades del Aparato Respiratorio. 1941; 3:41-6.
- Alarcón DG. Presentación. Revista Panamericana de Medicina y Cirugía del Tórax. 1947; 1:3-4.

## Premios y reconocimientos
- Hospital General de Ciudad Renacimiento en Acapulco (Hospital que lleva su nombre)
- calle Donato G. Alarcón (Minatitlán, Veracruz) y calle Donato G. Alarcón (Acapulco)
- la sala Donato G. Alarcón Martínez, con su consultorio conservado, en el Museo de la Medicina Mexicana
- Pabellón de Cirugía y aula académica del Instituto Nacional de Enfermedades Respiratorias (llevan su nombre)
- Miembro de la Legión de Honor de Francia (1965)
- galardonado con la Beca Guggenheim en 1932